# College of Arms
College of Arms detto anche Heralds' College (in italiano Collegio degli araldi o Collegio delle armi) è una corporazione reale consistente di ufficiali araldici, con giurisdizione sull'Inghilterra, il Galles, l'Irlanda del Nord  e alcuni Reami del Commonwealth. Gli araldi sono nominati dal Sovrano britannico e sono l'autorità autorizzata ad agire per conto della Corona in tutte le questioni di araldica, la concessione di nuovi stemmi, ricerche genealogiche e la registrazione di pedigree. Il Collegio è inoltre l'organo ufficiale responsabile per questioni relative all'esposizione di bandiere sulla terraferma, e mantiene i registri ufficiali delle bandiere e di altri simboli nazionali. Nonostante sia una parte della Casa reale del Regno Unito, il Collegio è auto-finanziato, senza il sostegno di alcun fondo pubblico.
Fondato per concessione reale nel 1484 dal re Riccardo III, il collegio è una delle poche autorità araldiche ufficiali rimaste in Europa. Nel Regno Unito vi sono due autorità del genere, la Corte del Lord Lyon in Scozia e il Collegio degli araldi per il resto del Regno Unito. Il Collegio ha la sua sede nella Città di Londra sin dalla sua fondazione, ed è nella sede attuale in Queen Victoria Street dal 1555.  Il Collegio degli araldi inoltre è impegnato ed è consultato nella programmazione di molti eventi cerimoniali come le incoronazioni di un monarca britannico, funerali di Stato, il servizio annuale della Giarrettiera e le cerimonie di apertura del Parlamento del Regno Unito. Gli araldi del Collegio accompagnano il sovrano in molte di queste occasioni.
Il collegio include tredici ufficiali o araldi: tre Re d'armi, sei araldi d'armi e quattro persevanti d'armi. Ci sono inoltre sette ufficiali straordinari, che prendono parte nelle occasioni cerimoniali ma non sono parte del Collegio. L'intera corporazione è supervisionata dal Conte maresciallo, un ufficio ereditario sempre detenuto dal duca di Norfolk.

## Storia
Fondata nel 1484 da re Riccardo III, è una corporazione di araldisti creata dalla Corona inglese col principale mandato di accertare e registrare i nuovi stemmari. I suoi membri appartengono alla Corte reale, operano in nome e per conto di essa, e hanno competenza su Regno Unito, Galles e Irlanda del Nord.
La sede si trova nel quartiere di Blackfriars della City di Londra, classificata come edificio di primo grado. Danneggiato durante la seconda guerra mondiale, il complesso architettonico di Queen Victoria Street fu restaurato nel dopoguerra. St Benet's, Paul's Wharf è dal 1556 la Chiesa madre del Collegio delle Armi, edificio di culto anglicano di lingua gallese nel quale sono stati sepolti numerosi suoi maestri d'armi e di cerimonie.

## Competenze
I principali compiti del Collegio delle armi sono: la tenuta degli alberi genealogici, la ricerca in campo araldico e genealogico, il supporto decisionale a Governo, enti locali, associazioni e privati cittadini su tutti gli aspetti della scienza araldica. Fornisce pareri in merito ai titoli inglesi di pari e di baronetto, il cerimoniale e l'ordine di precedenza gerarchico delle autorità nella apparizioni pubbliche. Assistono il Conte maresciallo di Inghilterra nell'organizzazione delle cerimonie ufficiali, incluse le incoronazioni e i funerali di Stato.
Gli armoriali sono nati e tutt'oggi ancora creati da lettere patenti dell'araldo in capo, detto King of Arms (Re d'Armi). Essi possono essere registrati sia per persone fisiche sia per persone giuridiche. La registrazione avviene al verificarsi di una delle seguenti due condizioni: la prova dell'esistenza di un progenitore maschio in linea diretta che sia stato titolare di armoriale, ovvero la concessione unilaterale d'autorità del beneficio da parte del Collegio delle armi, il cui archivio preserva da secoli numerosi documenti relativi all'araldica e agli alberi genealogici inglesi.
Le decisioni del Collegio hanno valore legale e producono effetti giuridici in altri Paesi del Commonwealth britannico, privi di una propria istituzione statale per l'araldica. Fanno eccezione il Canada e il Sudafrica, dove sono attivi rispettivamente la Canadian Heraldic Authority e il Bureau of Heraldry.
In Scozia opera invece il Lord Lyon, autorità amministrativa indipendente, dotata di propri poteri regolatori e giurisdizionali.

## Finanziamento
Il Collegio delle armi non è finanziato dallo Stato, e i costi delle sue attività sono parzialmente coperti dai canoni annuali riscossi sulle concessioni di armoriali. Gli ufficiali del Registro ricevono dalla Corona un salario simbolico inferiore a 50 sterline l'anno, e nonostante ciò svolgono le loro attività professionale in modo indipendente.
Il Collegio è sostenuto da donazioni volontarie vincolate a progetti specifici, ad esempio a favore delle sezioni di conservatoria e di archivistica, oppure per la manutenzione della sede storica.
La Società del Leone Bianco e la Fondazione del Collegio delle Armi negli Stati Uniti (College of Arms Foundation) sono alcuni degli enti di sostegno a partecipazione libera che finanziano l'istituto, che si rapporta anche al College of Arms Trust.